# Grevă de Crăciun
Grevă de Crăciun (titlu original: On Strike for Christmas) este un film de Crăciun americano-canadian din 2010 regizat de Robert Iscove. Rolurile principale au fost interpretate de actorii Daphne Zuniga, David Sutcliffe și Victor Zinck Jr.. A avut premiera la 5 decembrie 2010 (SUA) și a fost lansat pe DVD la 6 septembrie 2011

## Prezentare
Cei doi fii ai doamnei Joy Robertson vor fi la facultate anul viitor, așa că ea dorește ca în acest an să organizeze "cel mai tare Crăciun din viața lor." Bucuria sa are de suferit după ce observă că soțul și fiii ei au propriile lor preocupări și nu o ajută cu pregătirile de Crăciun. Inspirată de o grevă a băcăniilor din oraș, Joy decide să le urmeze exemplul și începe o "grevă de Crăciun."

## Distribuție
- Daphne Zuniga ca Joy Robertson
- David Sutcliffe ca Joy Stephen Robertson
- Victor Zinck Jr. ca Joy Jeremy Robertson
- Evan Williams ca Joy Mark Robertson
- Chelah Horsdal ca Joy Sharon
- Vincent Gale ca Joy Keith
- Julia Duffy ca Joy Erna

## Producție
Filmările au avut loc la Langley, Columbia Britanică, Canada.

## Titluri alternative
- La grève de noël (Franța)[1]
- Sztrájkba lépek karácsonyra (Ungaria)
- La rivolta di Natale (Italia)
- Natal a Quanto Obrigas (Portugalia)